# 마레크 사가노프스키
마레크 미로스와프 사가노프스키(폴란드어: Marek Mirosław Saganowski ˈmarɛk miˈrɔswaf saɡaˈnɔfskʲi[*], 1978년 10월 31일, 우치 주 우치 ~)는 폴란드의 프로 축구 감독이자 전직 선수로, 현역 시절 스트라이커로 활약했으며, 가장 최근에 지도한 선수단은 I 리가의 비스와 프워츠크였다.
현역 시절 역마살이었던 그는 폴란드, 독일, 네덜란드, 포르투갈, 프랑스, 잉글랜드, 덴마크, 그리고 그리스의 구단에 몸담았다.
사가노프스키는 1996년에 폴란드 국가대표팀 신고식을 치렀는데, 자국을 대표로 35번의 경기에 출전해 5골을 기록했다. 그는 유로 2008에 자국을 대표로 출전했다.

## 선수 경력

### 폴란드 무대
사가노프스키는 폴란드 우치 출신으로, 1994년에 인근 ŁKS에서 프로 무대 첫 발을 떼고 6년을 몸담았고, 막간에 1996년 페예노르트로 임대, 1997년 초 함부르크 임대로 잠깐씩 구단을 떠났었다. 두 차례 임대 기간에 큰 성과를 올리지는 못하였고, 1997년 여름에 ŁKS로 복귀해 자국 리그에서 계속 활동했다. 1997-98 시즌, 그는 ŁKS에서 22경기 출전했지만, 오토바이 사고로 인해 걸을 수 없을 정도로 중상으로 현역 활동을 중단해야 했다. 그는 재활 후 ŁKS로 복귀했지만, 득점력은 예전 수준을 회복하지 못했다.
그는 2000년에 비스와 프워츠크로, 이후 이듬해에는 오드라 보지스와프로 이적했다. 그는 2003년 1월에 레기아 바르샤바에 입단하여 67번의 경기에서 41골을 기록했다. 2005년, 그는 포르투갈의 비토리아 기마랑이스로 이적해 한 시즌에 12골을 넣었다.

### 트루아
2006-07 시즌을 앞두고, 그는 프랑스의 트루아로 £1M에 이적했지만, 6번 교체로 출전하는데 그쳤고, 무득점으로 침묵했고, 대체로 2군에서 활동했다.

### 사우샘프턴

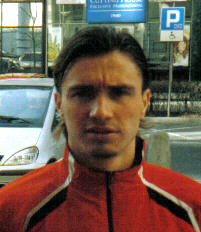
2007년 8월, 사우샘프턴의 사가노프스키

2007년 1월 30일, 사가노프스키는 2006-07 시즌까지 사우샘프턴에 임대로 처음 합류했다. 그는 성인 군단 소속으로 연착륙했는데, 13번의 리그 경기에서 10골을 기록했는데, 2007년 3월 31일에는 울버햄프턴 원더러스전에서 해트트릭을 달성해 6-0 대승을 견인했다. 그의 득점력을 호평한 성인 군단은 1월의 침울한 분위기를 빠져나와 플레이오프전 순위까지 올라갔다. 그러나, 그는 두 플레이오프전에서 무득점으로 침묵했고, 더비 카운티와의 승부차기에서는 골대를 강타하고 소속 구단은 탈락했다.
그는 2007년 여름에 완전 이적 계약을 맺었지만, 2007-08 시즌에는 셰필드 유나이티드전 득점으로 사우샘프턴을 챔피언십에 잔류시켰지만, 득점력이 급감했다. 그는 이 시즌에 처음으로 개막전 득점을 기록했다.

### 올보르
2008년 8월 7일, 사가노프스키는 덴마크 수페르리가의 올보르로 임대되었다. 2008년 8월 13일, 그는 카우나스와의 챔피언스리그 3차 예선 1차전 안방 경기에서 올보르 첫 경기를 치렀다. 그의 첫 올보르 골은 2008년 9월 27일, 브뢴쇠이와의 란스포칼투르네링겐 경기에서 터졌다.
그는 올보르 소속으로 총 24번의 리그 경기에서 5골을 기록했는데, 이 중 3골은 리그 13경기에 출전해 기록했다. 그는 챔피언스리그 조별 리그 3경기에 모두 출전했는데, 이 중 맨체스터 유나이티드를 상대로 2골, 셀틱을 상대로 2골, 그리고 3-6으로 패한 스페인 비야레알 원정 경기에서도 1골을 추가했다. 그는 12월에 2-2로 올드 트래퍼드에서 비긴 챔피언스리그 원정 경기를 끝으로 올보르와 결별했다.

### 사우샘프턴 복귀
2009년 1월 1일, 그는 사우샘프턴으로 복귀해 처음 7번의 경기에서 6골을 기록했는데, 동커스터 로버스와 노리치 시티를 상대로 1골씩, 스완지 시티와 프레스턴 노스 엔드를 상대로 2골씩 기록했다. 그는 사우샘프턴과 동행을 이어나갈 의사를 표했고, 은퇴도 할 의지도 덧붙였다. 그는 "이 도시, 경기장, 축구단, 특히 모든 지지자들이 좋습니다. 저는 이들이 국내 최고의 지지자들이라 보고 있습니다."라고 짚었다.

### 아트로미토스
2010년 1월 26일, 아트로미토스는 폴란드 공격수를 2012년에 사우샘프턴에서 자유 이적으로 영입했다.

### ŁKS
2011년 6월, 그는 친정 구단 ŁKS와 2년 계약을 맺고 복귀했다.

## 국가대표팀 경력

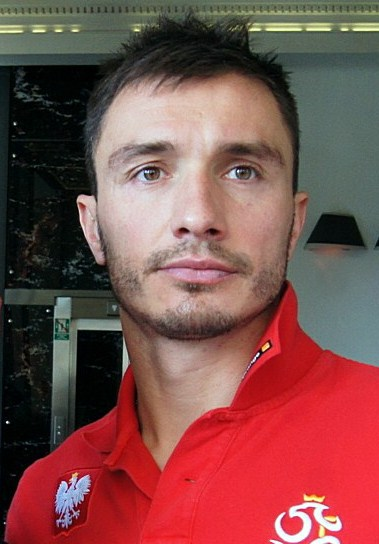
2012년, 폴란드 국가대표팀의 사가노프스키

그는 폴란드 국가대표팀 경기에 35번 출전해 5골을 기록했다. 그는 유로 2008에 참가해 폴란드의 조별 리그 3경기에 모두 출전했는데, 이 중 2경기는 선발로 출전했다.
그는 폴란드 국가대표팀 역사상 유일하게 두 자리 수로 넘어가는 득점에 성공한 선수인데, 그는 10-0으로 이긴 산마리노와의 경기에서 폴란드의 10번째 득점을 성공시켰다.

### 국가대표팀 득점 기록
| 골 | 날짜            | 경기장              | 상대팀       | 골   | 최종 결과 | 대회                 |
| -- | --------------- | ------------------- | ------------ | ---- | --------- | -------------------- |
| 1. | 2005년 3월 26일 | 폴란드 바르샤바     | 아제르바이잔 | 7–0  | 8–0       | 2006년 월드컵 예선전 |
| 2. | 2005년 3월 26일 | 폴란드 바르샤바     | 아제르바이잔 | 8–0  | 8–0       | 2006년 월드컵 예선전 |
| 3. | 2006년 5월 14일 | 폴란드 브론키       | 페로 제도    | 3–0  | 4–0       | 친선경기             |
| 4. | 2009년 3월 28일 | 북아일랜드 벨파스트 | 북아일랜드   | 2–3  | 2–3       | 2010년 월드컵 예선전 |
| 5. | 2009년 4월 1일  | 폴란드 키엘체       | 산마리노     | 10–0 | 10–0      | 2010년 월드컵 예선전 |

## 수상
ŁKS
- 엑스트라클라사: 1997–98

레기아 바르샤바
- 엑스트라클라사: 2012–13, 2013–14, 2015–16
- 푸하르 폴스키: 2012–13, 2014–15, 2015–16